# Erika (canción)
"Erika", conocida también por su íncipit "Auf der Heide blüht ein kleines Blümelein", es una marcha militar compuesta en la década de 1930 por Herms Niel, y pronto empezó a utilizarse por la Wehrmacht.
Según el soldado, historiador y autor británico, el general de división Michael Tillotson (1928-2023), fue la canción de marcha más popular de cualquier país durante la Segunda Guerra Mundial.

## Contexto
Herms Niel compuso numerosas marchas que se utilizaron en gran medida para la propaganda nazi.
Joseph Goebbels reconoció que las canciones populares y sencillas eran útiles herramientas de propaganda.
Los éxitos musicales militaristas y las canciones de marcha fueron la respuesta «a la guerra que se avecinaba». En total, entre 1933 y 1945 se produjeron unas 15.000 obras musicales, así como alrededor de un millón y medio de hojas de documentos relacionados exclusivamente con la música.
El uso consciente de los nuevos medios de comunicación, especialmente el cine y la radio, se adaptó a esto y rápidamente afianzó la popularidad de las canciones y la música nacionalsocialistas.

## Historia
La letra y la melodía fueron escritas por Herms Niel en una fecha imprecisa durante la década de 1930. Fue publicada por primera vez en 1938 por la editorial Louis Oertel en Großburgwedel.
Esta canción fue una de las preferidas por la infantería alemana de la Segunda Guerra Mundial. La melodía se acompasaba perfectamente con el enérgico paso de marcha de la tropa mientras la cantaban.
En la actualidad, la marcha es usada por el Ejército de Chile en sus desfiles y actos militares.

## Música
El ritmo es el de una marcha militar, una canción que los soldados pueden cantar sin acompañamiento instrumental. Al final de cada verso, y antes del nombre Erika hay una pausa en tres tiempos, que pueden ser llenados por el timbal o por el sonido de los pasos de la tropa.
Esto ayuda a memorizarla y, a través de su semejanza tonal con disparos de cañón, enfatiza el carácter de una canción de guerra, como se puede notar en el archivo de sonido que sigue:
La letra evoca «el amor al hogar —patria— que está cerca de la naturaleza». La alusión al brezo es una alegoría de la resistencia y la voluntad de vivir.

## Etimología

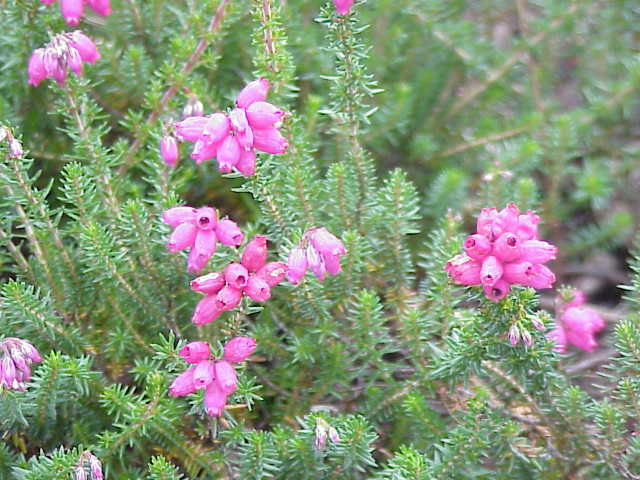
Flores de Erica cinerea, una especie común en los páramos centroeuropeos

En Alemania, «Erika» es un nombre femenino. Eriken también es uno de los nombres comunes para el brezo —aunque el más usado es Heide—. Ambos están relacionados con erice y erica, nombres en latín de los brezos del género Erica, algunas de cuyas especies son comunes en los páramos del centro de Europa.